# Luiz Bonfim Marcos
Luiz Bonfim Marcos, mais conhecido como Lula (Itaporanga d'Ajuda, 15 de junho de 1966), é um ex-futebolista brasileiro que atuava como zagueiro.

## Carreira
Natural de Sergipe, Lula se destacava pela altura, além da capacidade de iniciar jogadas no campo defensivo. Foi bicampeão estadual pelo Santa Cruz e depois transferiu-se para o FC Famalicão, de Portugal.
Em 1992, chegou ao São Paulo e fez parte do elenco vencedor do Mundial e do Campeonato Paulista de 1992 e da Copa Libertadores de 1993. Ao todo, o zagueiro atuou em 32 jogos sob o comando de Telê Santana e marcou 2 gols com a camisa Tricolor.
Também jogou pelo Santos e pelo Coritiba antes de retornar a Portugal.
No União de Leiria, participou de 18 jogos e marcou 3 golos, não sendo sempre titular.
Representou o Belenenses na época de 1995/96, onde fez 29 jogos para o campeonato nacional.
Lula foi bicampeão pelo FC Porto nas temporadas 1996-97 e 1997-1998, e conquistou um título da segunda divisão pelo FC Paços de Ferreira.
Regressou ao Brasil para jogar pelo Vitória.
Encerrou sua carreira no futebol chinês.

## Títulos
Santa Cruz
- Campeonato Pernambucano: 1986, 1987[1]

São Paulo
- Mundial de Clubes: 1992[4]
- Campeonato Paulista: 1992
- Copa Libertadores: 1993[5]

FC Porto
- Primeira Liga: 1996–97, 1997–98
- Taça de Portugal: 1997–98
- Supertaça Cândido de Oliveira: 1996

Paços de Ferreira
- Liga Portugal 2: 1999–2000